# Тонконіг Ше
Тонконіг Ше, тонконіг широколистий (Poa chaixii Vill.) — вид рослин з роду тонконіг (Poa) родини тонконогових (Poaceae).

## Назва

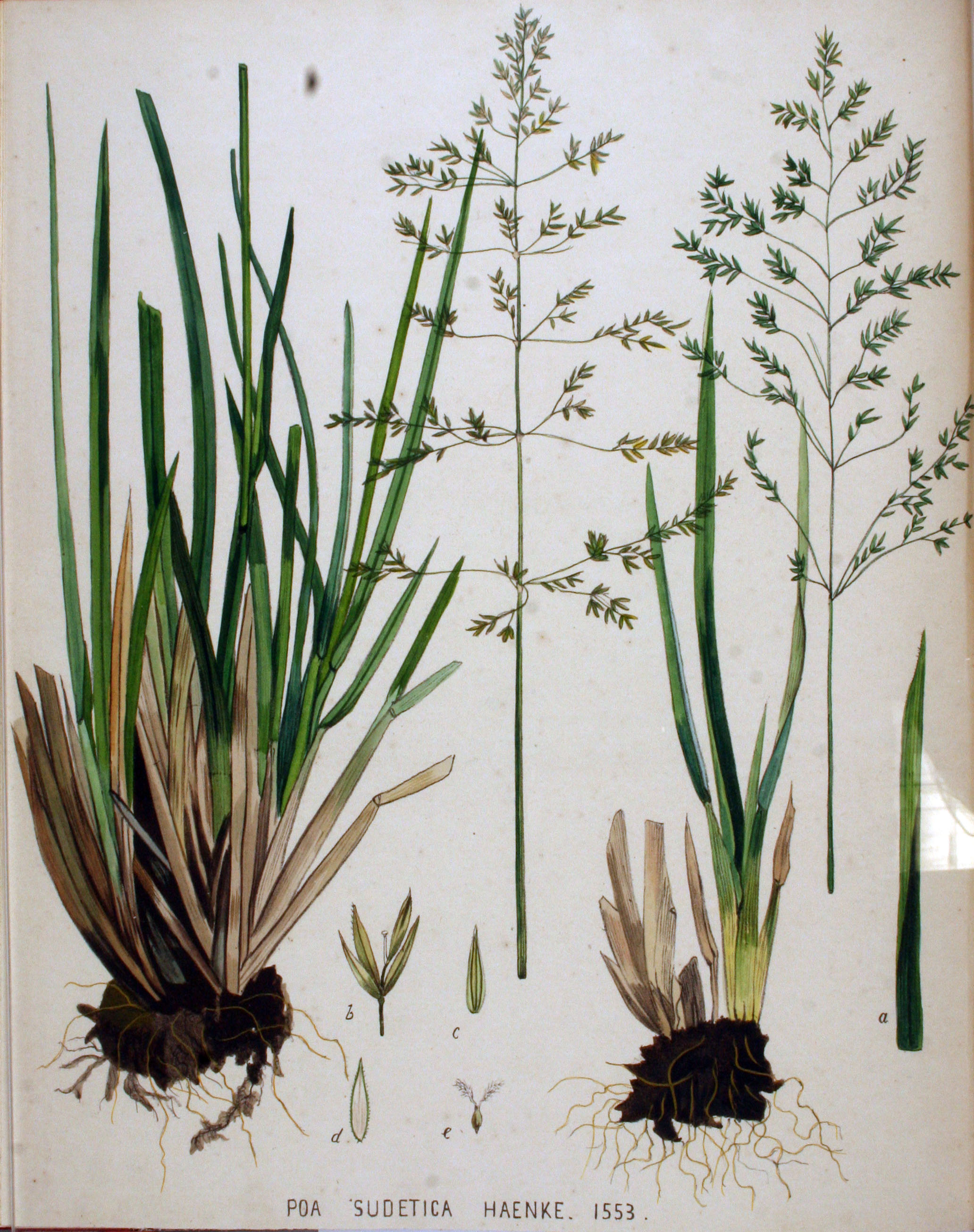
Ілюстрація тонконога Ше у книзі Яна Копса «Flora Batava», Volume 20 (1898)

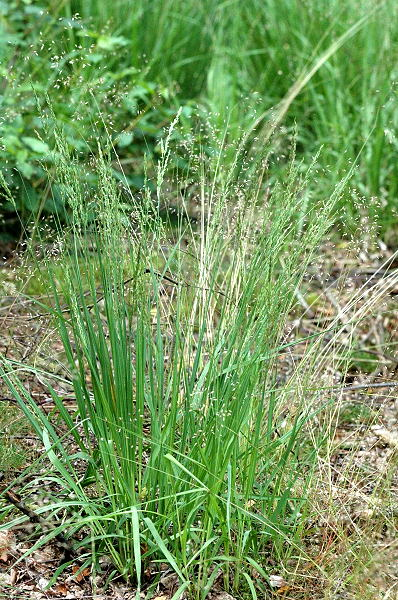
Тонконіг Ше у Високих Арденах, Бельгія

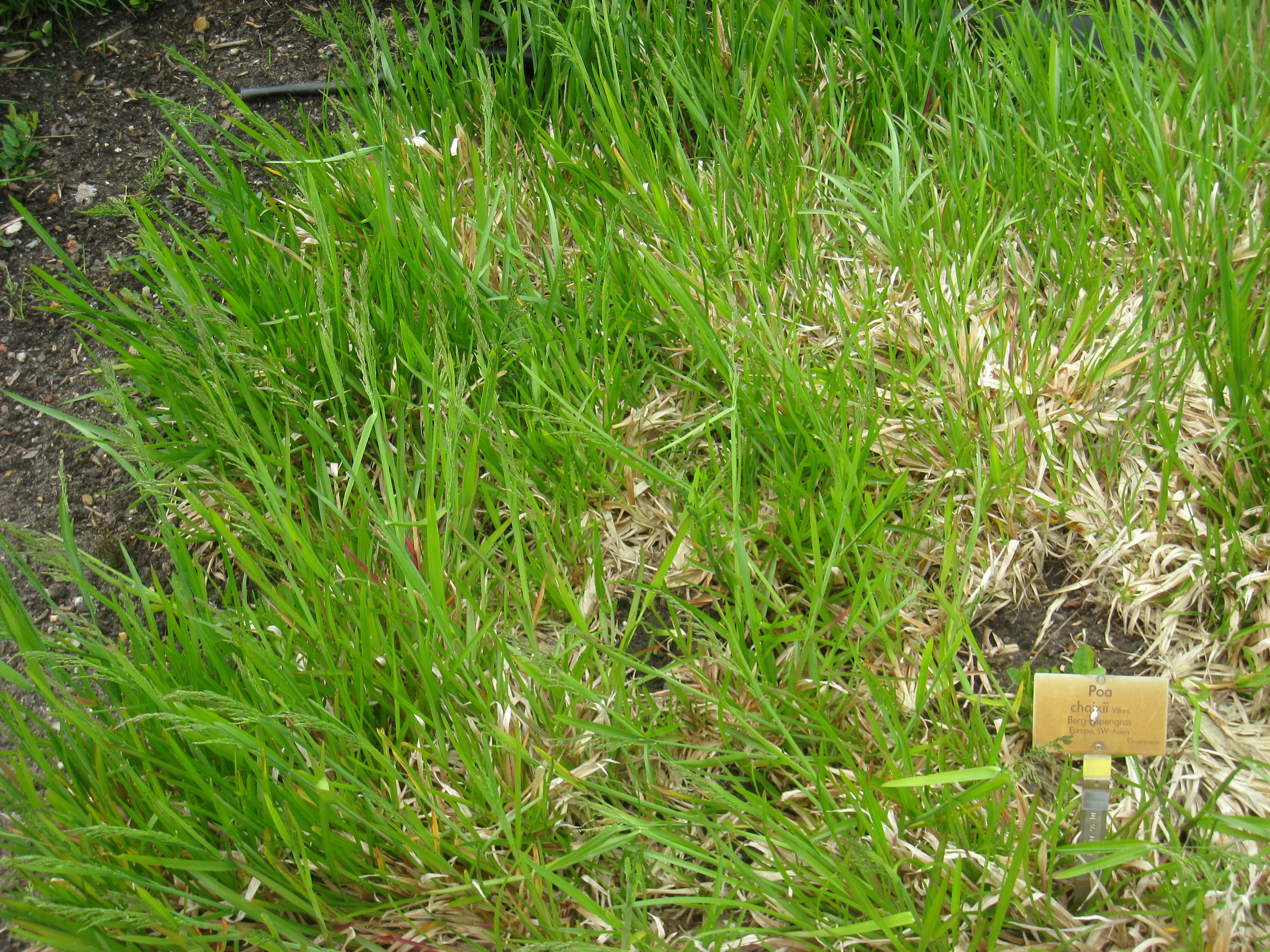
Тонконіг Ше в Ботанічному саду Берліна

Названий на честь французького ботаніка Домініка Ше (1730–1799), флориста Верхніх Альп Франції.

## Загальна біоморфологічна характеристика
Багаторічний злак з короткими повзучими пагонами до 100 см заввишки, що формують густі дерновини. Листя до 45 см завдовжки, широкі, плоскі, м'які. Платівка самого верхнього стеблового листка 5-9 мм завширшки, на верхівці загострена, значно коротше своєї піхви. Піхви нижніх листків дуже широкі і сильно сплюснуті з боків, на спинці з крилатим кілем, які мають крило 0,6-0,8 мм завширшки. Волоті до 25 см завдовжки і до 10 см завширшки, пірамідальні, зазвичай слабо розлогі, з шорсткими гілочками, колоски пониклі, світло-зелені. Нижня квіткова луска 3-4 мм завдовжки. Калус голий. Перехреснозапилювані (вітрозапилювані). Цвітіння і плодоношення червень — липень. Розмноження — насіннєве, вегетативне.
Число хромосом — 2n = 14.

## Поширення

### Природнийареал
- Азія
  - Західна Азія: Сирія; Туреччина
  - Кавказ: Росія — Передкавказзя
- Європа
  - Північна Європа: Данія
  - Середня Європа: Австрія; Бельгія; Чехія; Німеччина; Польща; Словаччина; Швейцарія
  - Східна Європа: Росія — європейська частина; Україна
  - Південно-Східна Європа: Албанія; Болгарія; Хорватія; Греція; Італія; Румунія; Сербія; Словенія
  - Південно-Західна Європа: Франція; Іспанія

### Інтродукція
Інтродукований у Північній Америці.

## Екологія
Зустрічається на субальпійських луках, лісових галявинах, в розріджених лісах; до верхнього гірського пояса. Вологолюбна рослина, легко переносить заболочування. Надає перевагу напівтіні. Невибаглива. Морозостійка до мінус 29 °C.

## Господарське значення
Газонна рослина, використовується в ландшафтних композиціях. Рекомендується також як ґрунтопокривна рослина у вологих напівтінистих місцях, під кронами листяних дерев і чагарників.